# 最上流
最上流（日语：／ Saijōryū），是和算的流派之一。因其創始者会田安明的出生地名為「最上」，兼流派為最上等的和算流派一意，取名為「最上流」。該流派與最上氏並無關聯，只是因為会田安明是出羽國最上地方的人。
其因流派名含義為「最高級的和算流派」的緣故，而與當時的關流對立；雙方互送自己流派的數學書籍來羞辱對方，如此互相對立了20餘年。
| 寺社                   | 年份       | 奉納者         | 現存 |
| ---------------------- | ---------- | -------------- | ---- |
| 久保寺觀音堂           | 文政十三年 | 岩下愛親之門人 |      |
| 久保寺觀音堂           |            | 青木貞良       |      |
| 八幡寺                 |            |                |      |
| 松巖寺                 | 天保十年   | 寺島宗伴之門人 | ○    |
| 諏訪大明神社           | 天保十二年 | 向山卜齋       |      |
| 保科觀音堂             | 天保十三年 | 東福寺泰作     |      |
| 湯澤神社               | 明治十七年 | 河野仙右衛門   | ○    |
| 日置神社               | ??四十四年 | 飯島正之助他   | ○    |
| 來源：《算額への招待》 |            |                |      |